# هوامبو
هوامبو (بالبرتغالية: Huambo، وتنطق وامبو‏) وكانت سابقا نوفا لشبوا (بالبرتغالية: Nova Lisboa أو لشبونا الجديدة‏) بين عامي 1928-1975، هي عاصمة مقاطعة هوامبو في أنغولا. وتبعد المدينة حوالي 220 كم شرقا من بنغيلا و 600 كم جنوب شرق لواندا. وتعد المدينة ثانى أكبر مدينة في أنجولا بعد العاصمة لواندا. وتعتبر مدينة هوامبو مركزا رئيسيا على طريق كامينيو دي فيرو دي بينغيلا (سكة الحديد في بنغيلا)، الذي يمتد من ميناء لوبيتو إلى مقاطعة كاتانغا الواقعة في اقصى جنوب جمهورية الكونغو الديمقراطية. يخدم هوامبو مطار ألبانو ماشادو (مطار نوفا لشبوا سابقا).
يقع هوامبو في المرتفعات الوسطى الأنغولية، بالقرب من منابع نهر كونين. 

## المناخ
يظهر الجدول التالي التغييرات المناخية على مدار السنة لهوامبو:
| البيانات المناخية لـهوامبو         | البيانات المناخية لـهوامبو | البيانات المناخية لـهوامبو | البيانات المناخية لـهوامبو | البيانات المناخية لـهوامبو | البيانات المناخية لـهوامبو | البيانات المناخية لـهوامبو | البيانات المناخية لـهوامبو | البيانات المناخية لـهوامبو | البيانات المناخية لـهوامبو | البيانات المناخية لـهوامبو | البيانات المناخية لـهوامبو | البيانات المناخية لـهوامبو | البيانات المناخية لـهوامبو |
| الشهر                              | يناير                      | فبراير                     | مارس                       | أبريل                      | مايو                       | يونيو                      | يوليو                      | أغسطس                      | سبتمبر                     | أكتوبر                     | نوفمبر                     | ديسمبر                     | المعدل السنوي              |
| ---------------------------------- | -------------------------- | -------------------------- | -------------------------- | -------------------------- | -------------------------- | -------------------------- | -------------------------- | -------------------------- | -------------------------- | -------------------------- | -------------------------- | -------------------------- | -------------------------- |
| الدرجة القصوى °م (°ف)              | 31.2 (88.2)                | 31.1 (88.0)                | 29.8 (85.6)                | 29.5 (85.1)                | 29.0 (84.2)                | 28.4 (83.1)                | 28.5 (83.3)                | 30.9 (87.6)                | 32.0 (89.6)                | 32.0 (89.6)                | 30.7 (87.3)                | 30.4 (86.7)                | 32.0 (89.6)                |
| متوسط درجة الحرارة الكبرى °م (°ف)  | 24.9 (76.8)                | 25.2 (77.4)                | 25.0 (77.0)                | 25.5 (77.9)                | 25.4 (77.7)                | 24.6 (76.3)                | 25.0 (77.0)                | 27.2 (81.0)                | 28.7 (83.7)                | 27.3 (81.1)                | 25.2 (77.4)                | 24.9 (76.8)                | 25.7 (78.3)                |
| المتوسط اليومي °م (°ف)             | 19.8 (67.6)                | 19.8 (67.6)                | 19.8 (67.6)                | 19.6 (67.3)                | 18.0 (64.4)                | 16.2 (61.2)                | 16.6 (61.9)                | 18.8 (65.8)                | 21.0 (69.8)                | 20.8 (69.4)                | 19.8 (67.6)                | 19.8 (67.6)                | 19.2 (66.6)                |
| متوسط درجة الحرارة الصغرى °م (°ف)  | 14.4 (57.9)                | 14.2 (57.6)                | 14.4 (57.9)                | 13.7 (56.7)                | 10.5 (50.9)                | 7.8 (46.0)                 | 7.9 (46.2)                 | 10.3 (50.5)                | 13.0 (55.4)                | 14.2 (57.6)                | 14.3 (57.7)                | 14.3 (57.7)                | 12.4 (54.3)                |
| أدنى درجة حرارة °م (°ف)            | 8.9 (48.0)                 | 8.4 (47.1)                 | 9.3 (48.7)                 | 7.4 (45.3)                 | 4.6 (40.3)                 | 2.1 (35.8)                 | 2.0 (35.6)                 | 4.7 (40.5)                 | 7.7 (45.9)                 | 9.4 (48.9)                 | 7.5 (45.5)                 | 9.2 (48.6)                 | 2.0 (35.6)                 |
| الهطول مم (إنش)                    | 220 (8.7)                  | 179 (7.0)                  | 239 (9.4)                  | 146 (5.7)                  | 14 (0.6)                   | 0 (0)                      | 0 (0)                      | 1 (0.0)                    | 19 (0.7)                   | 119 (4.7)                  | 227 (8.9)                  | 234 (9.2)                  | 1٬398 (55.0)               |
| متوسط أيام هطول الأمطار (≥ 0.1 mm) | 20                         | 17                         | 22                         | 14                         | 3                          | 0                          | 0                          | 0                          | 4                          | 16                         | 21                         | 21                         | 138                        |
| متوسط الرطوبة النسبية (%)          | 72                         | 67                         | 73                         | 66                         | 48                         | 38                         | 33                         | 29                         | 38                         | 57                         | 69                         | 71                         | 55                         |
| ساعات سطوع الشمس الشهرية           | 142.6                      | 141.3                      | 142.6                      | 171.0                      | 241.8                      | 270.0                      | 269.7                      | 254.2                      | 201.0                      | 164.3                      | 135.0                      | 139.5                      | 2٬273                      |
| ساعات سطوع الشمس اليومية           | 4.6                        | 5.0                        | 4.6                        | 5.7                        | 7.8                        | 9.0                        | 8.7                        | 8.2                        | 6.7                        | 5.3                        | 4.5                        | 4.5                        | 6.2                        |
| المصدر: الأرصاد الجوية الألمانية   |                            |                            |                            |                            |                            |                            |                            |                            |                            |                            |                            |                            |                            |

## أعلام
- مانويل روي
- زكارياس كاموينهو
- مانتوراس
- ويلسون إدغار بيريرا أليغرا
- كارلوس دوارتي